# Echte hazen
De echte hazen (Lepus) zijn een geslacht van zoogdieren uit de familie van de hazen en konijnen (Leporidae). De wetenschappelijke naam van het geslacht werd in 1758 gepubliceerd door Carl Linnaeus in de tiende editie van Systema naturae.

## Verwantschap
Dit geslacht is met ongeveer dertig soorten het grootste uit de familie, en tot dit geslacht behoren de grootste leden uit de familie, waaronder de haas (Lepus europaeus), de sneeuwhaas (Lepus timidus), de Amerikaanse haas (Lepus americanus), de Kaapse haas (Lepus capensis) en de zwartstaarthaas (Lepus californicus).

## Kenmerken
Echte hazen hebben een camouflerende rood-, geel- of grijsbruine vacht. De buikzijde is lichter van kleur, de onderzijde van de staart is meestal wit, de bovenzijde donker. Echte hazen worden tussen de 40 en 76 centimeter lang en 1,2 tot 5 kilogram zwaar. De staart is 3,5 tot 12 centimeter lang. De oren en poten zijn vrij groot.
Door zich bij gevaar tegen de grond aan te drukken, worden ze door hun camouflage minder snel opgemerkt. Ze blijven vaak tegen de grond aangedrukt liggen tot het roofdier zeer dichtbij is, waarna het dier wegvlucht.

## Leefwijze
Anders dan andere haasachtigen, zijn echte hazen langeafstandrenners. Bij gevaar zullen ze eerder proberen de achtervolgers te ontlopen, terwijl andere haasachtigen in een korte sprint vluchten naar schuilplaatsen als dicht struikgewas of ondergrondse holen. Sommige soorten echte hazen kunnen bij achtervolgingen snelheden van 72 km/u behalen. Echte hazen hebben vrij lange poten, een licht skelet, een groot hart en longen, en veel rode spiervezels, wat allemaal gunstig is bij het rennen over grote afstanden.
Echte hazen graven over het algemeen geen hol, maar rusten in een "leger", een lager gelegen ligplaats in de grond of in de vegetatie. Deze legers kunnen door meerdere generaties worden gebruikt, of zijn slechts tijdelijk. Er zijn wel enkele soorten die holen graven om te schuilen voor extreme temperaturen. Echte hazen zijn over het algemeen solitaire dieren. Meestal wordt alleen het gebied in de directe omgeving verdedigd tegen andere indringers, maar meestal overlappen de woongebieden, en op voedselgronden kunnen soms meerdere dieren samen worden waargenomen. Het zijn allen planteneters, die leven van grassen en kruiden, aangevuld met landbouwgewassen, twijgen, schors, stengels en zaden.

## Voortplanting
Jongen worden na een draagtijd van 37 tot 50 dagen geboren in een leger. Het zijn nestvlieders, wat betekent dat ze volledig ontwikkeld ter wereld komen, volledig behaard, met geopende ogen en al in staat om te lopen. Overige haasachtigen worden hulpeloos en blind geboren. Gemiddeld krijgt een hazenmoeder zo'n acht tot tien jongen per jaar, in één (in het hoge noorden) tot acht worpen (in gebieden dicht bij de evenaar).

## Verspreiding
Hazen komen van nature voor in bijna geheel Europa, Azië, Afrika en in Noord-Amerika zuidwaarts tot Mexico. In Australië, Nieuw-Zeeland en Argentinië leven uitgezette Europese hazen. De meeste soorten leven op open terrein, zoals woestijnen, grasvlakten en toendra's. Er zijn ook soorten die bij voorkeur in bossen leven, zoals de Amerikaanse haas.

## Taxonomie
Er worden 35 soorten in dit geslacht geplaatst:
- Geslacht: Lepus (Echte hazen) (35 soorten)
  - Soort: Lepus alleni – Ezelhaas
  - Soort: Lepus altamirae
  - Soort: Lepus americanus – Amerikaanse haas
  - Soort: Lepus arcticus – Poolhaas
  - Soort: Lepus brachyurus – Japanse haas
  - Soort: Lepus californicus – Zwartstaarthaas
  - Soort: Lepus callotis – Witflankhaas
  - Soort: Lepus capensis – Kaapse haas
  - Soort: Lepus castroviejoi – Cantabrische haas
  - Soort: Lepus comus – Yunnanhaas
  - Soort: Lepus coreanus – Koreahaas
  - Soort: Lepus corsicanus – Corsicaanse haas
  - Soort: Lepus europaeus – Europese haas
  - Soort: Lepus fagani – Ethiopische haas
  - Soort: Lepus flavigularis – Mexicaanse haas
  - Soort: Lepus granatensis – Iberische haas
  - Soort: Lepus habessinicus – Abessijnse haas
  - Soort: Lepus hainanus – Hainanhaas
  - Soort: Lepus mandshuricus – Mandsjoerijse haas
  - Soort: Lepus mediterraneus
  - Soort: Lepus microtis – Savannehaas
  - Soort: Lepus nigricollis – Zwartnekhaas
  - Soort: Lepus oiostolus – Tibetaanse haas
  - Soort: Lepus othus – Alaskahaas
  - Soort: Lepus peguensis – Birmaanse haas
  - Soort: Lepus saharae
  - Soort: Lepus saxatilis – Struikhaas
  - Soort: Lepus schlumbergeri
  - Soort: Lepus sinensis – Chinese haas
  - Soort: Lepus starcki – Ethiopische hooglandhaas
  - Soort: Lepus tibetanus
  - Soort: Lepus timidus – Sneeuwhaas
  - Soort: Lepus tolai – Tolaihaas
  - Soort: Lepus townsendii – Prairiehaas
  -  Soort: Lepus yarkandensis – Jarkandhaas